# Epsilonoides leptocephalus
Epsilonoides leptocephalus är en rundmaskart som beskrevs av Steiner 1931. Epsilonoides leptocephalus ingår i släktet Epsilonoides och familjen Epsilonematidae. Inga underarter finns listade i Catalogue of Life.